# Basler Übereinkommen
Das Basler Übereinkommen über die Kontrolle der grenzüberschreitenden Verbringung gefährlicher Abfälle und ihrer Entsorgung vom 22. März 1989, auch bekannt als Basler Konvention (vollständiger Titel: Basel Convention on the Control of Transboundary Movements of Hazardous Wastes and Their Disposal), ist ein internationales Umweltabkommen, das ein umweltgerechtes Abfallmanagement eingeführt hat und die Kontrolle der grenzüberschreitenden Transporte gefährlicher Abfälle wie beispielsweise gebrauchter Elektronik regelt.

## Teilnehmer und Inkrafttreten

Vertragsparteien (Stand: Ende 2023)

In Kraft getreten ist die Vereinbarung am 5. Mai 1992. Mittlerweile (Stand: Ende 2023) hat das Übereinkommen 192 Vertragsparteien (191 Staaten sowie die Europäische Union).
Die Schweiz ist seit dem 31. Januar 1990 Vertragspartner. 

### Europäische Union
Österreich ist seit dem 12. Januar 1993, Deutschland seit dem 20. Juli 1995 Vertragspartner. Die Europäische Union hat die Bestimmungen in der EU-Abfallverbringungsverordnung für alle Mitgliedstaaten rechtsverbindlich umgesetzt (in Kraft seit 1993, in Anwendung seit dem 6. Mai 1994); 2007 ersetzte sie die Verordnung (EG) Nr. 1013/2006 des Europäischen Parlaments und des Rates (vom 14. Juni 2006) über die Verbringung von Abfällen (Abfallverbringungsverordnung, VVA).
In Deutschland regelt Einzelheiten wie Behördenzuständigkeit und die Bestrafung von Verstößen das Abfallverbringungsgesetz (AbfVerbrG).

### USA
Die USA sind das einzige entwickelte Land, das eine Ratifizierung bislang verweigert hat. Das wird etwa von Greenpeace und dem Basel Action Network in Seattle angeprangert, da die USA rund 80 Prozent ihres Elektronikschrotts exportieren.

## Weiterentwicklung
Die Afrikanische Union hat in den Neunzigerjahren als Erweiterung zum Basler Übereinkommen das Bamako-Übereinkommen ausgehandelt und in Kraft gesetzt.
Nach einem Vorstoß Norwegens wurde die Baseler Konvention 2019 bezüglich verschmutzter Kunststoffe verschärft. Ziel ist es, eine umweltgerechte Verarbeitung von gebrauchtem Plastik sicherzustellen, so dass dies weder mit Schädigung von Mensch und Umwelt verbrannt wird noch ins Meer gelangt. Die EU befürwortete die Vereinbarung mit Beschluss (EU) 2019/638. Mit der delegierten Verordnung (EU) 2020/2174 wurde die Abfallverbringungsverordnung entsprechend angepasst, die Änderungen traten im Januar 2021 im Europäischen Wirtschaftsraum in Kraft.